# Sjevernomarijanski otoci na Svjetskom prvenstvu u atletici 2015.
Sjevernomarijanski otoci se na Svjetskom prvenstvu u atletici 2015. u Pekingu natjecali od 22. do 30. kolovoza s jednom predstavnicom u utrci na 200 metara.

## Rezultati

### Muškarci

#### Trkačke discipline
| Atletičar          | Disciplina | Kvalikacije | Kvalikacije | Završnica             | Završnica             |
| Atletičar          | Disciplina | Rezultat    | Plasman     | Rezultat              | Plasman               |
| ------------------ | ---------- | ----------- | ----------- | --------------------- | --------------------- |
| Beouch Ngirchongor | 200 metara | 23.93 PB    | 54.         | Nije se kvalificirao. | Nije se kvalificirao. |